# Dick Taylor
Dick Taylor a fost managerul clubului Aston Villa în perioada 1964 - 1967. În 1967 a devenit cel de-al treilea antrenor care retrogadează clubul în liga secundă.